# Daniel Viglietti

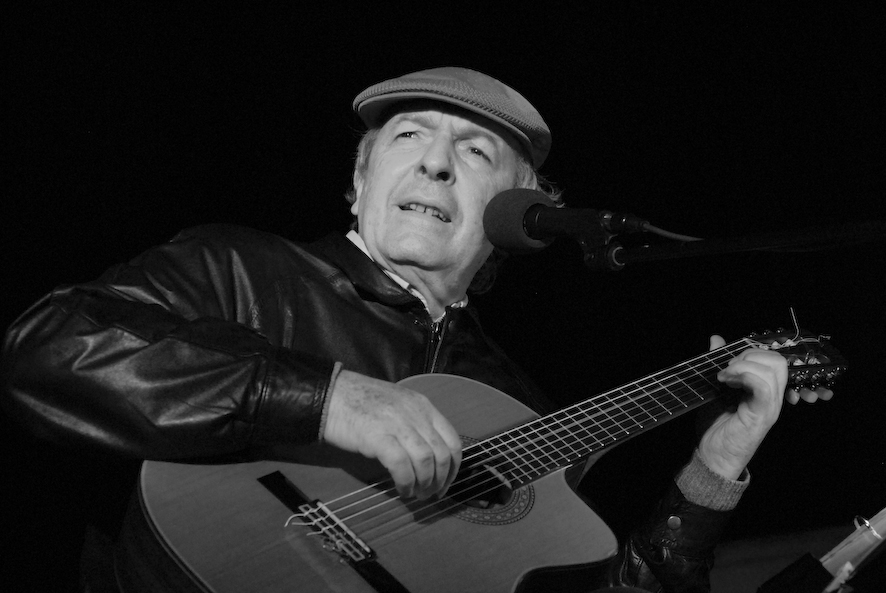
Daniel Viglietti bei einem Auftritt (2007)

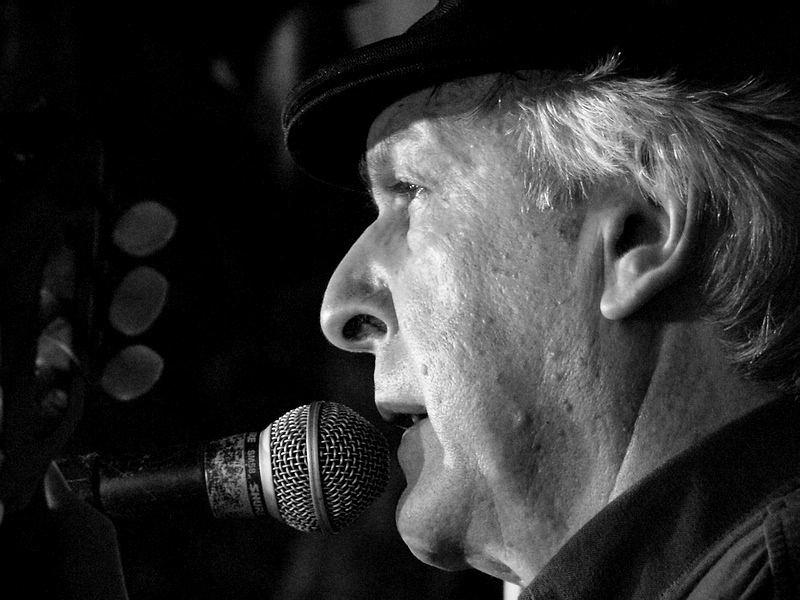
Daniel Viglietti

Daniel Viglietti (* 24. Juli 1939 in Montevideo; † 30. Oktober 2017 ebenda) war ein uruguayischer Sänger, Komponist und Gitarrist. Er war einer der bedeutendsten Vertreter des uruguayischen Canto Popular.

## Leben
Seine musikalische Ausbildung absolvierte Viglietti bei Abel Carlevaro im Conservatorio Nacional de Música und bei Atilio Rapat. Er trat auf Festivals unter anderem in Berlin, Paris, Havanna, Managua, Valparaiso und Barcelona auf. Während seiner Ende der 1950er Jahre begonnenen Karriere nahm er mindestens zwölf Schallplatten auf, die auch außerhalb seines Heimatlandes beispielsweise in Argentinien, Deutschland, Frankreich, Italien, Spanien, Ecuador, Chile, Venezuela, Mexiko, Kuba und den USA veröffentlicht wurden. Auch führte Viglietti durch das Programm "Tímpano" auf CX 14 El Espectador, wirkte als Kulturjournalist bei spanischen und lateinamerikanischen Publikationen und schrieb für uruguayische Zeitungen. Der als der Sänger der linken Tupamaro-Guerilla geltende Daniel Viglietti wurde 1972 in Uruguay verhaftet. Nach einer internationalen Solidaritätskampagne kam er frei und konnte das Land gerade noch verlassen, bevor die Militärs im Juni 1973 das Parlament auflösten. Der Sänger floh erst nach Argentinien und dann nach Paris. Von 1973 bis 1984 lebte Viglietti in Frankreich im Exil.
Viglietti wurde für seine Musik vielfach ausgezeichnet. Er erhielt Gold- und Platin-Schallplatten in Uruguay, wurde mit dem Schallplattenpreis in Deutschland, dem Preis des Circulo de la Crítica del Disco de Uruguay und dem Preis der Akademie Charles Cros ausgezeichnet. Der Schriftsteller Mario Benedetti verfasste die beiden Bücher "Daniel Viglietti" und "Daniel Viglietti: Anaclara y otras canciones" über ihn. 
Das letzte Konzert vor seinem plötzlichen Tod hatte Viglietti Ende Oktober in der Stadt Las Piedras dem  argentinisch-kubanischen Revolutionär Che Guevara gewidmet. 
Von Vigliettis Liedern existieren Interpretationen zahlreicher anderer Künstler, darunter beispielsweise Chavela Vargas, Alfredo Zitarrosa, Lea Masliah, Víctor Jara, Quilapayún, Mercedes Sosa, Soledad Bravo und Amparo Ochoa.